# Putranjivaceae
Die Putranjivaceae sind eine Familie in der Ordnung der Malpighienartigen (Malpighiales) innerhalb der Bedecktsamigen Pflanzen (Magnoliopsida). Die drei bis vier Gattungen mit etwa 210 Arten sind hauptsächlich in der Paläotropis, aber auch in der Neotropis verbreitet.

## Beschreibung

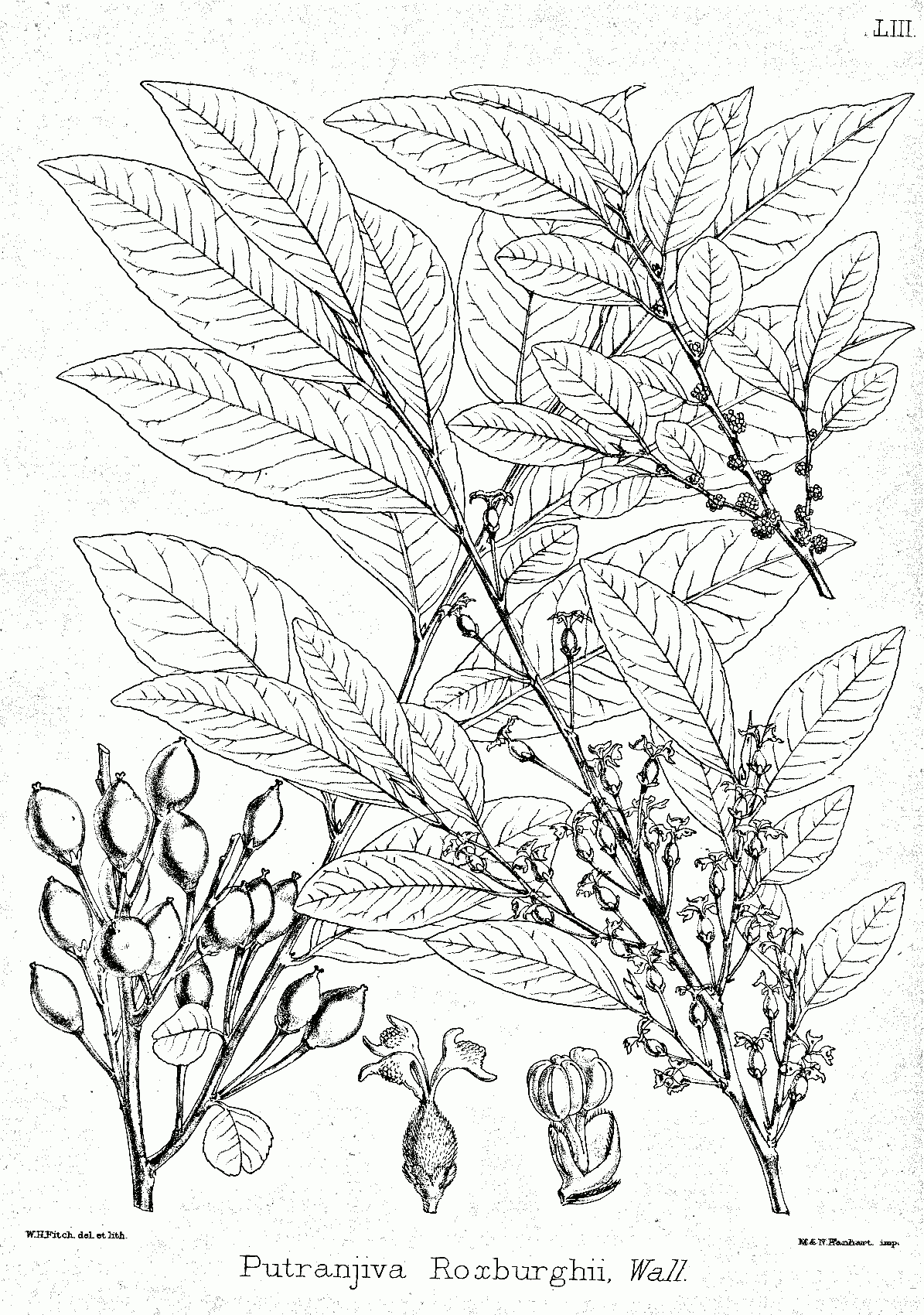
Illustration von Putranjiva roxburghii

Es sind immergrüne Sträucher oder Bäume. Die wechselständig und zweireihig am Zweig angeordneten Laubblättern sind meist in Blattstiel und Blattspreite gegliedert. Die einfachen Blattspreiten sind oft herzförmig und unsymmetrisch an der Basis mit Blattadern, die in Zähnen oder Dornen auslaufen und sie werden grau wenn sie trocknen. Die schwärzlich grauen Blattadern sind bei den meisten Arten besonders deutlich zu sehen. Es sind Nebenblätter vorhanden.
Sie sind zweihäusig getrenntgeschlechtig (diözisch). Die Blüten stehen meist zu mehreren zusammen. Bei den relativ kleinen Blüten ist nur ein Kreis aus vier oder fünf (selten sieben) Blütenhüllblättern vorhanden. Die männlichen Blüten enthalten (zwei bis) drei bis zwanzig (bis zahlreiche) Staubblätter. Bei den weiblichen Blüten sind ein bis vier (selten bis zu neun) Fruchtblätter sind zu einem synkarpen, oberständigen Fruchtknoten verwachsenen, mit einem kurzen oder ohne Griffel. Bei den Steinfrüchten sind oft im reifen Zustand noch die Griffel vorhanden.

## Inhaltsstoffe
Die frischen Laubblätter haben meist einen rettich- oder pfefferartiger Geruch, der durch Senfölglykoside (= Glukosinolate) entsteht. An Arten dieser Familie wurden oft Raupen der Schmetterlingsfamilie der Weißlinge (Pieridae) beobachtet (sie kommen vor allem auf Pflanzenarten vor, die Senfölglykoside enthalten). Als weitere wichtige Inhaltsstoffe enthalten sie Triterpene.

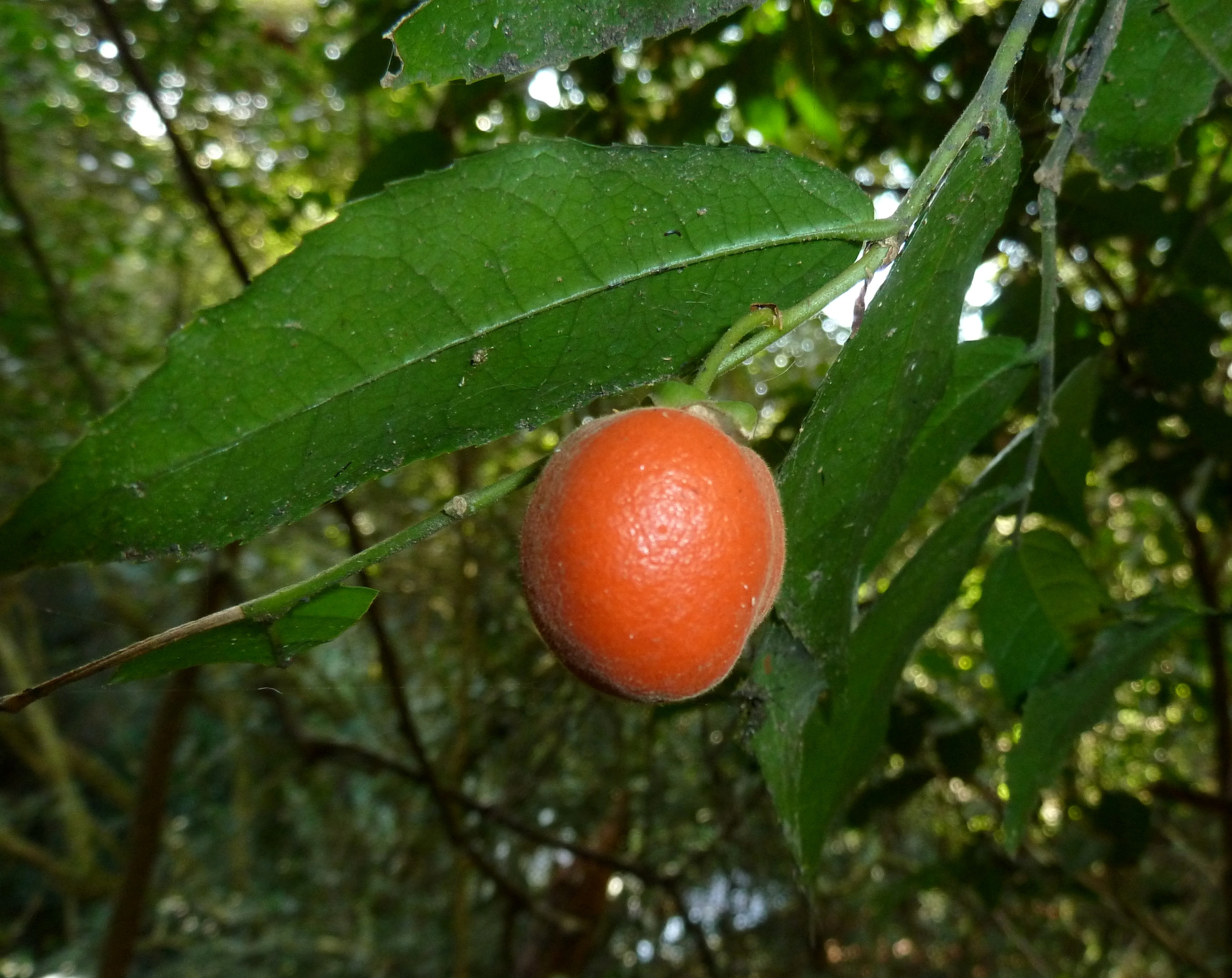
Laubblätter und reife Frucht von Drypetes arguta

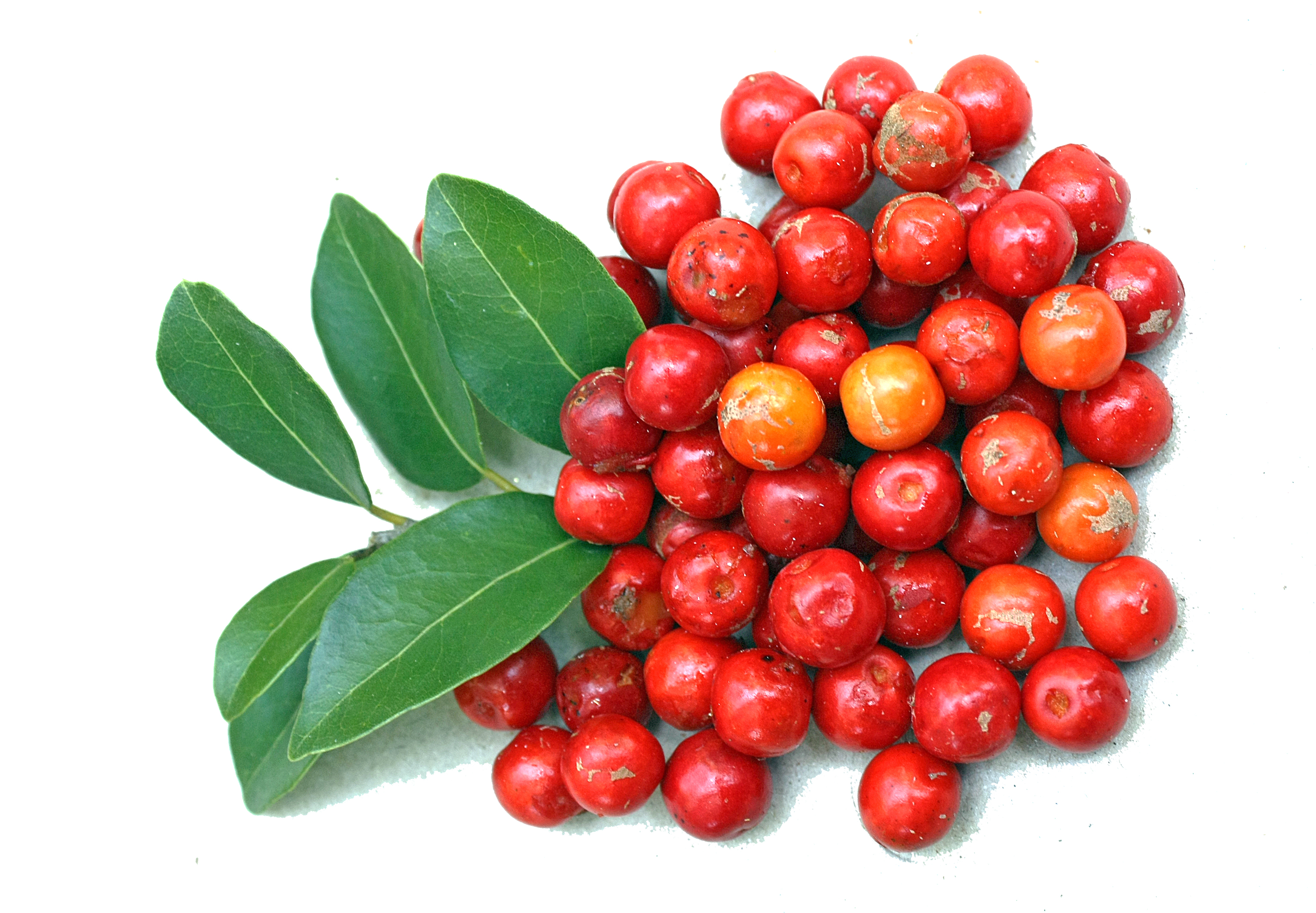
Laubblätter und reife Früchte von Drypetes sepiaria

## Systematik und Verbreitung
Die Familie Putranjivaceae wurde 1842 durch Carl Daniel Friedrich Meisner aufgestellt. Die Arten dieser Familie waren früher zusammengefasst als Tribus Drypeteae in der Unterfamilie der Phyllanthoideae innerhalb Familie der Wolfsmilchgewächse (Euphorbiaceae).
Die Arten der Putranjivaceae besitzen Areale in den Tropen bis Subtropen, besonders in Afrika (inklusive Madagaskar) und am Malaiischen Archipel.
Folgende drei bis vier Gattungen mit etwa 210 Arten gehören in die Familie der Putranjivaceae:
- Drypetes Vahl (Syn.: Anaua Miq., Astylis Wight, Brexiopsis H.Perrier, Calyptosepalum S.Moore, Cometia Thouars ex Baill., Cyclostemon Blume, Discophis Raf., Dodecastemon Hassk., Freireodendron Müll.Arg. Guya Frapp., Hemicyclia Wight & Arn., Humblotia Baill., Laneasagum Bedd., Liparena Poit. ex Léman, Liparene Baill., Palenga Thwaites, Paracasearia Boerl., Periplexis Wall., Pycnosandra Blume, Riseleya Hemsl., Sphragidia Thwaites, Stelechanteria Thouars ex Baill.): Die etwa 200 Arten sind in subtropischen bis tropischen Gebieten weitverbreitet.[2] Eine Liste der anerkannten Arten findet sich bei R. Govaerts.[2]
  - Drypetes gossweileri S.Moore: Aus Zentralafrika bis nach Nigeria.
- Lingelsheimia Pax (Syn.: Aerisilvaea Radcl.-Sm., Danguyodrypetes Leandri): Diese Gattung wird bei manchen Autoren in die Familie Phyllanthaceae eingegliedert.[2] Von den etwa sechs Arten sind im westlich-zentralen und östlichen tropischen Afrika verbreitet und vier kommen nur in Madagaskar vor.
- Putranjiva Wall. (Syn.: Liodendron H.Keng, Nageia Roxb., Palenga Person|Thwaites): Die etwa vier Arten sind im tropischen bis subtropischen Asien verbreitet.[2]
  - Putranjiva roxburghii Wall.: Aus Pakistan, Nepal und Indien, Bangladesch bis nach Südostasien
- Sibangea Oliv.: Die etwa drei Arten sind im tropischen Afrika verbreitet.[2]